# Andrușivka
Andrușivka (în ucraineană Андрушівка, în poloneză Andruszówka) este orașul raional de reședință al raionului Andrușivka din regiunea Jîtomîr, Ucraina. În afara localității principale, nu cuprinde și alte sate.

## Demografie
Componența lingvistică a orașului Andrușivka
     Ucraineană (97,54%)
     Rusă (2,06%)
     Alte limbi (0,25%)
Conform recensământului din 2001, majoritatea populației orașului Andrușivka era vorbitoare de ucraineană (97,54%), existând în minoritate și vorbitori de rusă (2,06%).

## Istoric
Uniunea statală polono-lituaniană 1683–1793

 Imperiul Rus 1793–1917

 RSS Ucraineană 1920–1922

 Uniunea Sovietică 1922–1941

 Imperiul German (ocupația) 1941–1943

 Uniunea Sovietică 1943–1991

 Ucraina 1991–prezent 

## Galerie de imagini

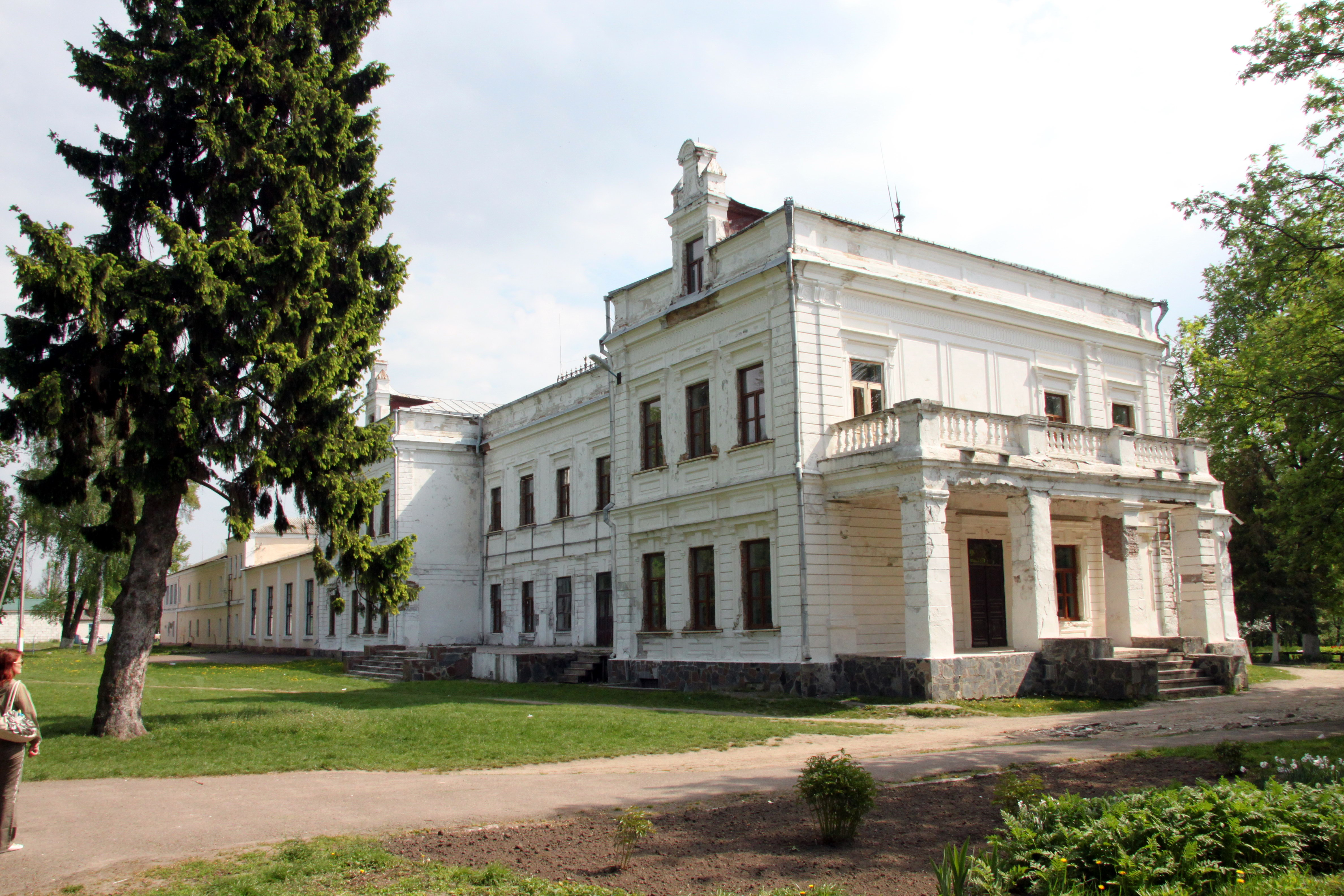
Palatul
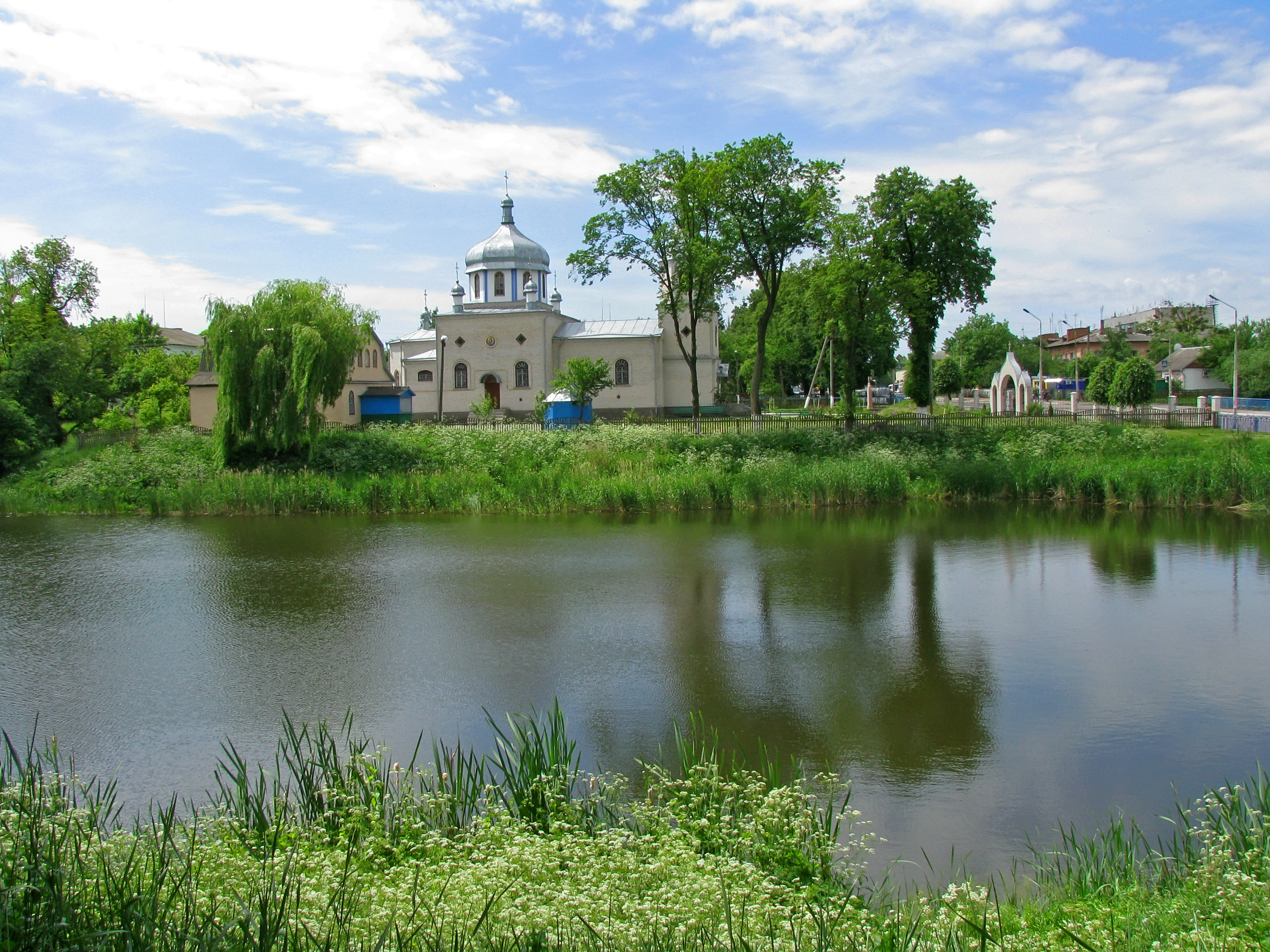
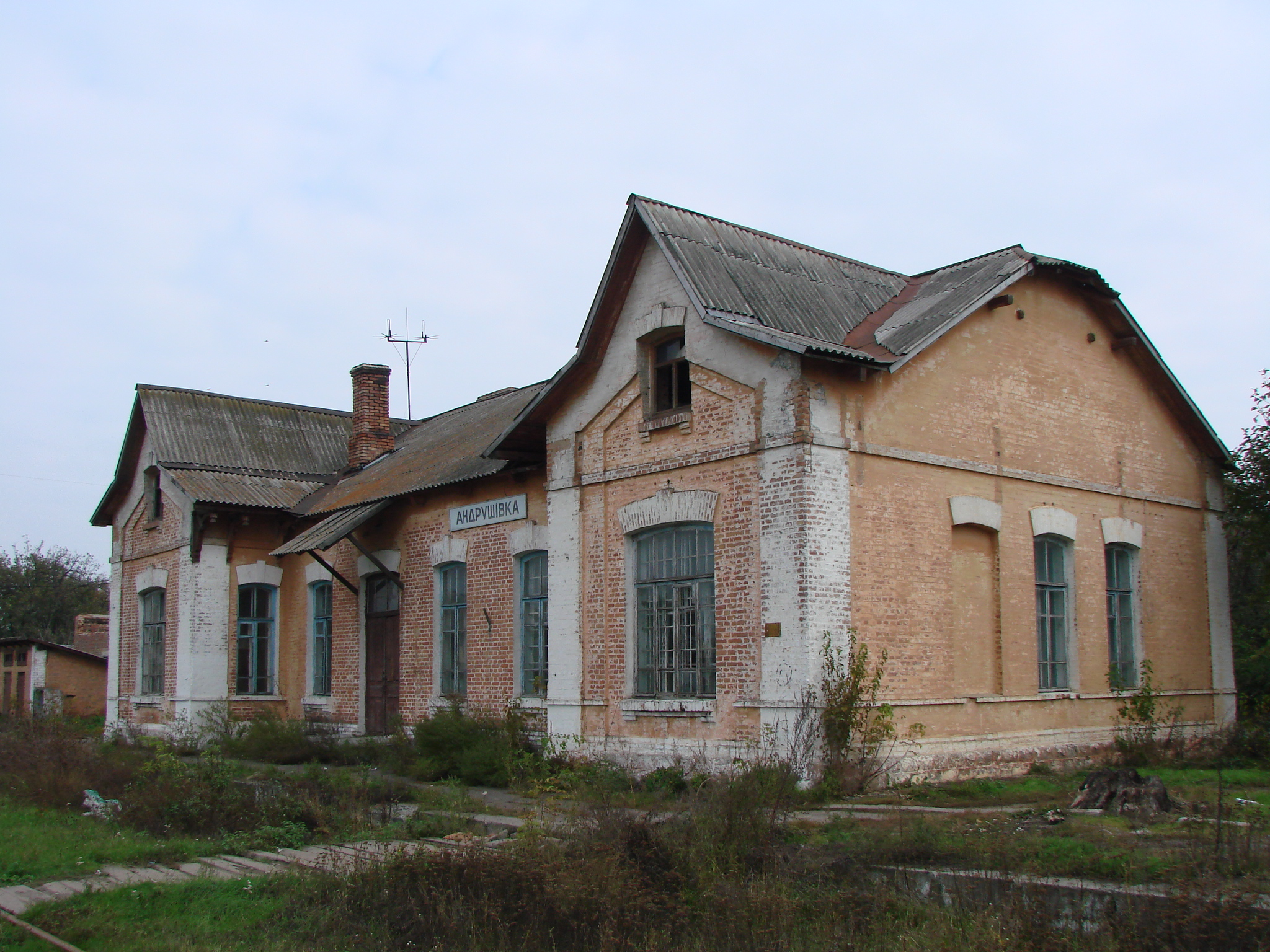
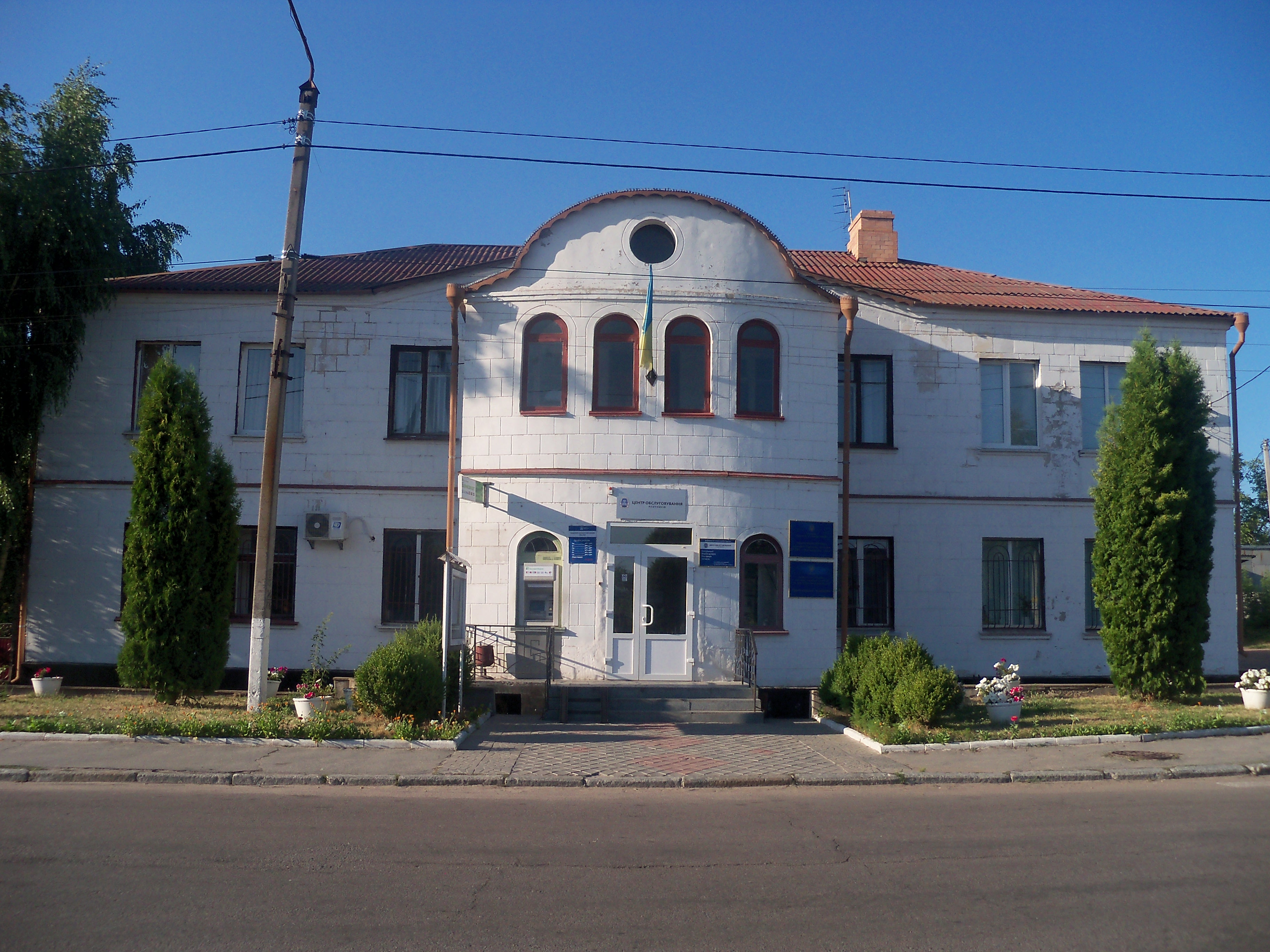
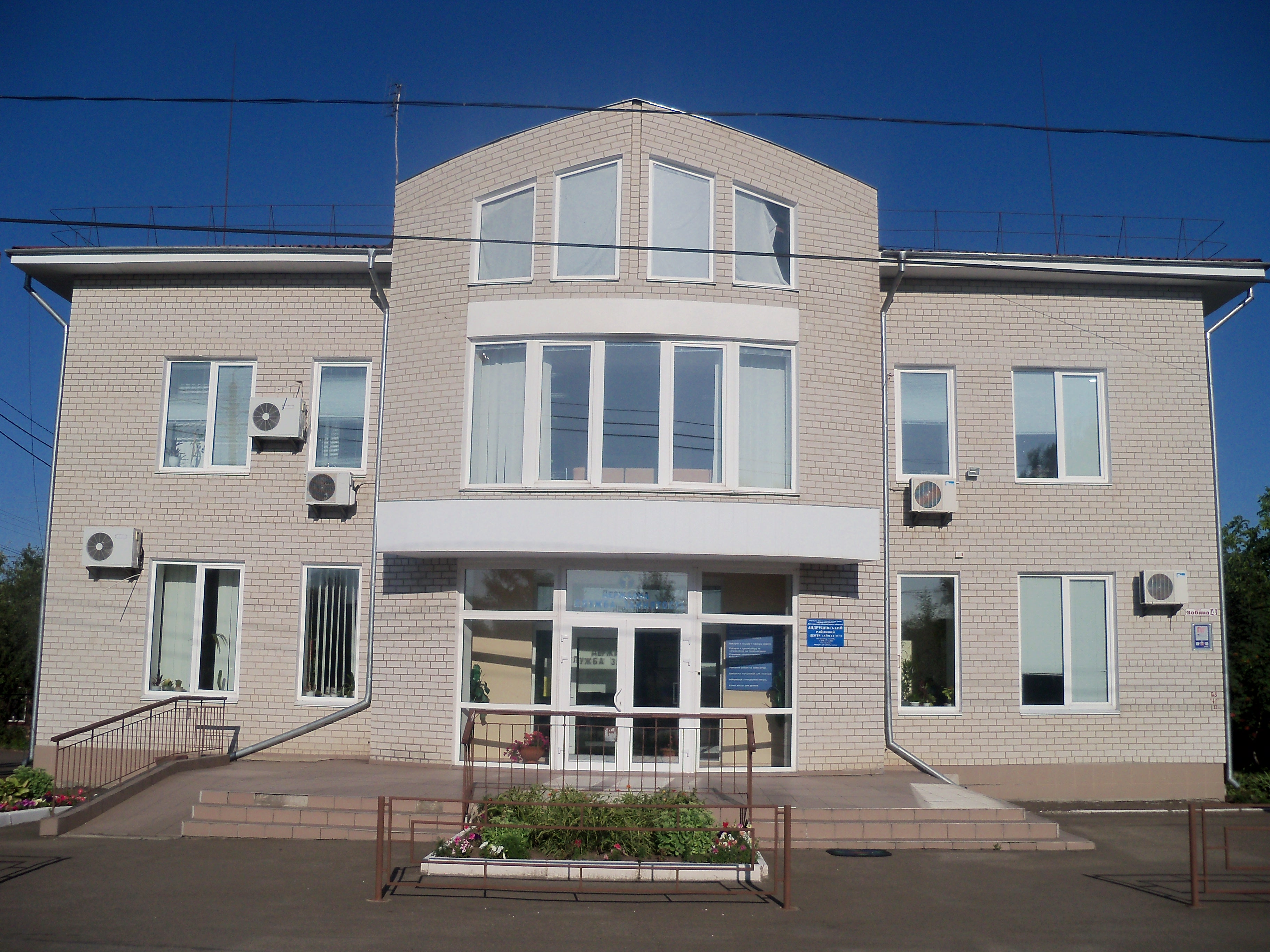